# Pyrocumulus
Pyrocumulus (Feuerwolke) bezeichnet einen Wolkentyp, der infolge von Feuerstürmen auftritt. Es handelt sich dabei um besonders hohe, stark rußhaltige Wolken, die massive Stürme und Gewitter mit sich bringen können. Bei den Feuerwolken wird zwischen Pyrocumulus und Pyrocumulonimbus unterschieden. Der wesentliche Unterschied liegt darin, dass Pyrocumulonimbi bis in die untere Stratosphäre aufsteigen.

## Pyrocumuli
Pyrocumuli können durch starke Erhitzung der Erdoberfläche infolge von Vulkanausbrüchen (Eruptionsgewitter), Waldbränden oder Industrieabgasen entstehen: Die erzeugte Konvektion lässt die Luftmassen bis zu einem stabilen Punkt aufsteigen, was normalerweise von einer Luftfeuchtigkeitssteigerung begleitet ist. Ein schwacher Jetstream kann die Wolkenbildung begünstigen. Die atmosphärische Luftfeuchtigkeit, die verdampfenden Wassermengen aus Wald- und Buschbränden oder Vulkanen kondensiert an den mit aufsteigenden Ascheteilchen. Pyrocumuluswolken führen häufig zu heftigen Turbulenzen, die am Boden durch starke Böen einen Flächenbrand auslösen oder noch verstärken können. Durch Asche und Rauch sehen Pyrocumuli oft grau oder braun aus. Ab einer bestimmten Größe der Wolke wird mit der aufsteigenden Luft auch Feuchtigkeit aufgesaugt, wodurch ab einem Punkt genug Niederschlag fällt, dass der Brand, welcher der Pyrocumulus hat entstehen lassen, eventuell gelöscht wird.

## Pyrocumulus und Pyrocumulonimbus

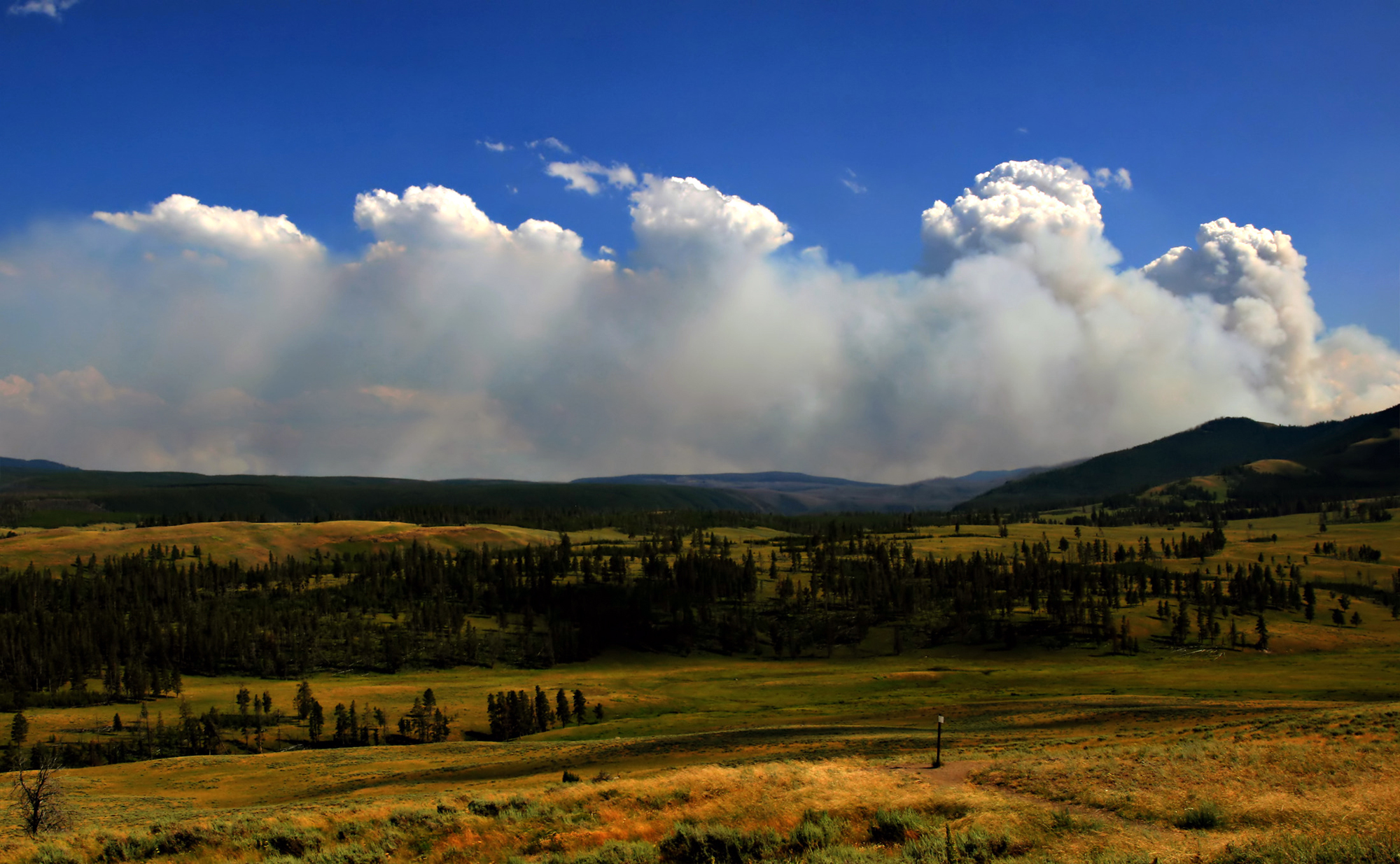
Pyrocumulus im Yellowstone-Nationalpark

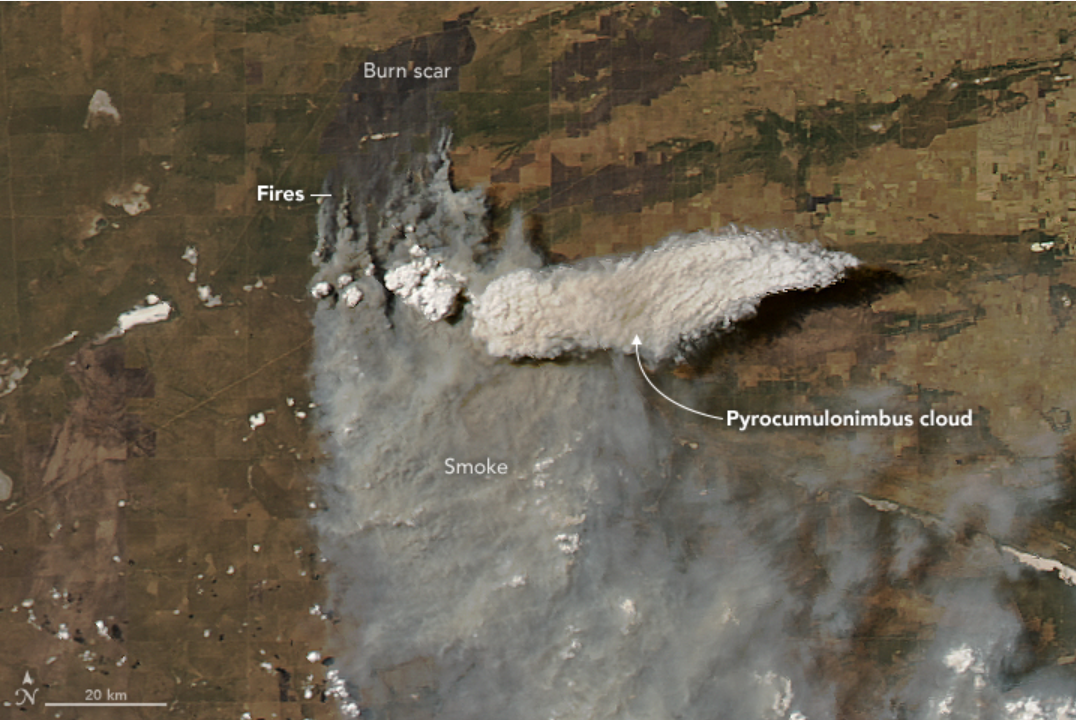
Pyrocumulonimbus (deutlich weiß) in Argentinien (2018)

Rauch entwickelt sich über Bodenfeuern, weil die enthaltene Feuchtigkeit in Pflanzen und die Luftfeuchtigkeit in der Atmosphäre kondensieren. Die Wolke, die sich dabei bildet, wird allgemein als Feuerwolke bezeichnet, als Pyrocumulus.
Des Weiteren gibt es eine weitere Feuerwolke, den Pyrocumulonimbus, die wesentlich größer ist. Dieser Typ Feuerwolke ist zwar schon länger bekannt, aber nicht in allen Aspekten erforscht.
Er entsteht, wenn das Bodenfeuer größer wird. Diese Feuerwolke ist in der Lage Blitze, Gewitter und Stürme zu erzeugen. Diese Pyrocumulonimbus erzeugt ein eigenes Wetter. Sie beschleunigt die Feuer am Boden, macht sie heißer, erzeugt darüber hinaus durch Blitze neue Bodenfeuer und trägt Rauchaerosole bis in die untere Stratosphäre, die sich weltweit verbreiten können. Die Herausbildung einer Pyrocumulonimbus ist optisch daran erkennbar, wenn eine Rauchwolke über fünf Kilometer hochsteigt und sich darüber weiß färbt (siehe Abbildung). Ist eine Pyrocumulonimbus entstanden, kann sie am Boden wegen der großen Hitze nicht mehr bekämpft werden und eine Feuerlöschung aus der Luft ist wegen der Sturmböen ebenfalls nicht mehr möglich.
Früher wurde angenommen, dass lediglich Vulkanausbrüche in der Lage sind, Aerosole bis in die untere Stratosphäre zu transportieren. Die Pyrocumulonimbus können Rauchaerosole vergleichsweise in der Menge eines mittleren Vulkanausbruchs in die untere Stratosphäre transportieren und weltweit verbreiten. Mittlerweile geht man auch davon aus, dass der bei Atomexplosionen entstehende sogenannte Atompilz ein Pyrocumulonimbus ist, weil diese Wolke nicht aufgrund der Atomexplosion, sondern aufgrund der nach der Explosion entstehenden Hitze bis in die untere Stratosphäre aufsteigen kann.